# Oedaspis continua
Oedaspis continua är en tvåvingeart som beskrevs av Hardy och Drew 1996. Oedaspis continua ingår i släktet Oedaspis och familjen borrflugor. Inga underarter finns listade i Catalogue of Life.